# Grande provincia ignea Franklin

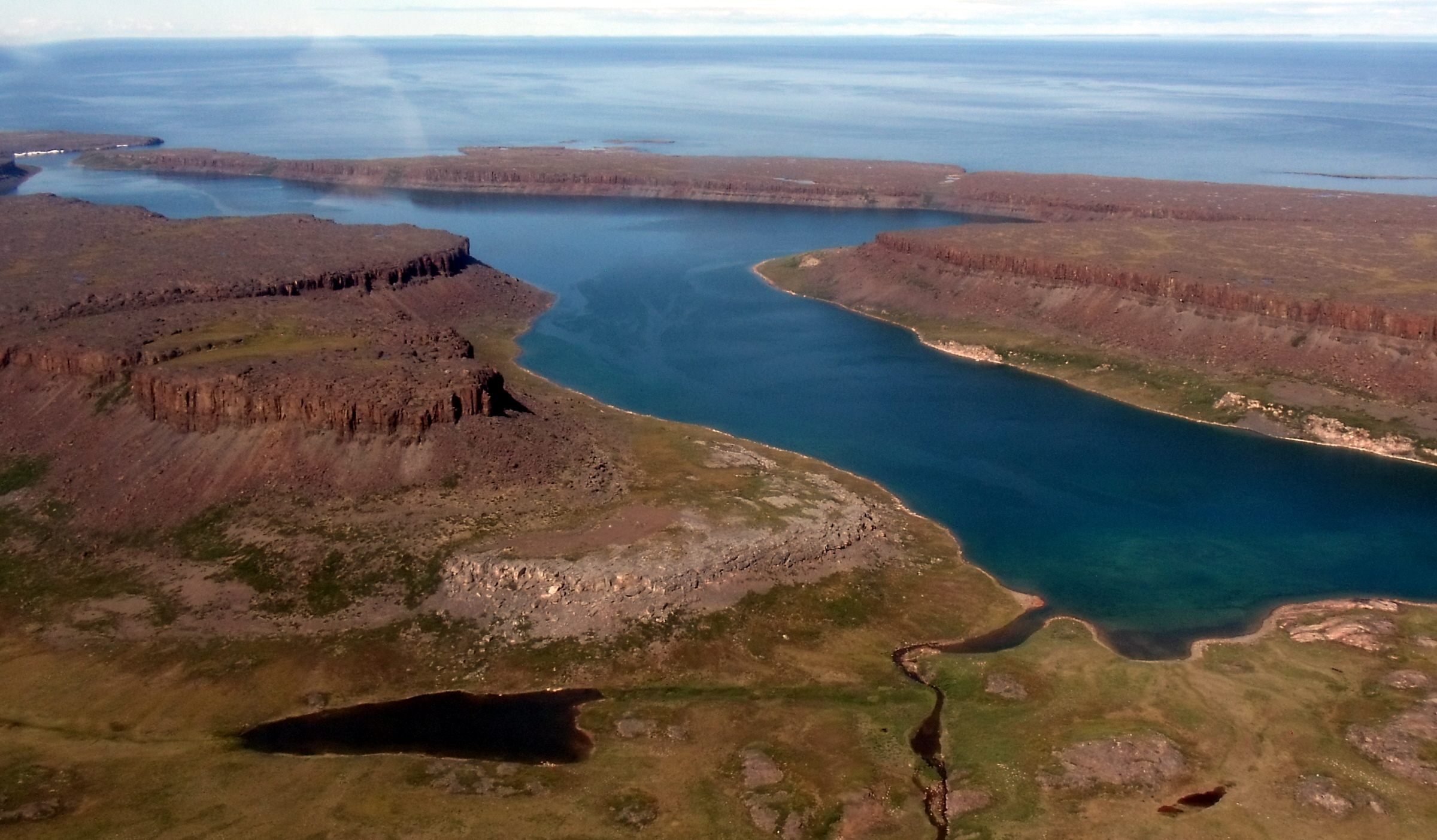
Il Coronation sill, risalente al Neoproterozoico, sulla parte meridionale del Golfo dell'Incoronazione, a est di Kugluktuk, nel Nunavut, in Canada. I sill formano una serie di bastioni sulla terraferma e molte serie di isole nell'oceano.

La Grande provincia ignea Franklin è una grande provincia ignea risalente al Neoproterozoico, situata nelle regioni artiche del Canada settentrionale.
Rappresenta una delle più estese tra le grandi province ignee canadesi e consiste delle colate basaltiche Natkusiak sull'Isola Victoria, dei Coronation sills sulla costa meridionale del Golfo dell'Incoronazione, e dello sciame di dicchi Franklin, che si estende per più di 1.200 km attraverso l'arcipelago artico canadese e la parte nordoccidentale della Groenlandia.
La Grande provincia ignea Franklin copre un'area di oltre 1.100.000 km².